# Caspar Austa
Caspar Austa (nascido em 28 de janeiro de 1982) é um ciclista da Estônia. Ele compete na estrada, mountain bike e ciclocross.

## Resultados principais
2006
1ª Campeonatos Nacionais de Cross-country
2007
2º SEB Tartu GP
4º Memorial Oleg Dyachenko
2009
1ª Campeonatos Nacionais de Cross-country
2012
2º Campeonato Nacional de Cross-country
2013
2º Campeonato Nacional de Cross-country
2014
2º Campeonato Nacional de Cross-country
2015
3º Campeonato Nacional de Maratona de Cross-country
2016
2º Campeonato Nacional de Ciclocross
2017
3º Campeonato Nacional de Ciclocross
2018
3º Campeonato Nacional de Ciclocross